# Comunidad del Sur
Comunidad del Sur (även Comunidad) är ett anarkistiskt politiskt projekt och självförvaltande kollektiv, grundat 1955 i Montevideo i Uruguay. De var från 1977 till 2007 verksamma i Sverige med tryckeri- och förlagsverksamhet på arbetskollektivet Kapsylen. Tryckeriet Tryckop och förlaget Nordan gav i exilen ut tidningar och böcker på spanska samt översatte argentinaren Quinos tecknade serie Mafalda till svenska.

## Historia

### Bakgrund
Grunden till Comunidad del Sur lades av en grupp bestående främst av studenter på Montevideos konstskola, Escuela Nacional de Bellas Artes, och aktivister från studentförbundet FEUU. De flyttade 1955 ihop i ett gemensamt boende i stadsdelen Barrio Sur för att leva och arbeta kollektivt.
Gruppen strävade efter att leva tillsammans enligt frihetliga socialistiska principer och idéer om jämställd och horisontell självförvaltning. Man lade därför bland annat fokus på sin livsstil och uppfostran av barnen, odlade sin egen mat och engagerade sig i gemensamma projekt såsom tryckeri och keramikverkstäder. Man fokuserade också på att bygga jämställda relationer mellan män och kvinnor i gruppen, och hade delat ansvar över barnuppfostran och arbetsuppgifter.

### Exil och omstart i Sverige
Under 1960-talet blev den politiska situationen i Uruguay successivt alltmer instabil och auktoritär, en händelseutveckling som kulminerade i statskuppen 1973 och införandet av en militärdiktatur. 1975 tvingades Comunidad del Sur lägga ned sin verksamhet i Uruguay på grund av den rådande diktaturen och återkommande tillslag mot gruppen. Flera av kollektivets medlemmar flydde utomlands, först till Peru där man försörjde sig på att göra och sälja keramik. Efter ett år var gruppen tvungen att lämna även Peru och kom då till Sverige, där somliga tidigare medlemmar i kollektivet redan befann sig. I Sverige återupptogs verksamheten under namnet Comunidad, och man startade 1977 en förening vilken gav ut en spanskspråkig debattidning med namnet Comunidad. Många av Comunidads medlemmar bodde då under kollektiva former i en byggnad i Vårberg i Stockholm, där kollektivet hade tillgång till tre gemensamma lägenheter som delades upp inom gruppen enligt olika funktioner. Senare flyttade gruppen in i ett större kollektivhus tillsammans med andra grupper och svenska familjer.
1978 kom Comunidad i kontakt med andra vänsterpolitiskt engagerade krafter i Stockholm och fick tillgång till lokal i det självförvaltade Kapsylen. Där anslöt sig också andra till gruppen, såväl latinamerikaner som svenskar, och man deltog i arbetet med att starta ett kooperativt tryckeri vid namn Tryckop. Även förlaget Nordan (se nedan), kopplat till tryckeriet, startades 1980 och drevs under liknande former. I Sverige hade man samarbeten med bland andra Framtidsjorden och SAC Syndikalisterna, liksom kontakt med andra kollektiv runt om i landet såsom Skogsnäskollektivet. Man deltog även i arbetet med att stödja ockupationen av kvarteret Mullvaden 1977–1978.

### Återflytt, verksamhet i två länder
När Uruguay återfick ett demokratiskt styre i mitten av 1980-talet började kollektivet förbereda sig för att återvända till sitt hemland. 1985 besökte kollektivet återigen Uruguay för att göra en utställning om kollektivet, för att uppmärksamma de 30 åren sedan Comunidad del Surs bildande. I Sverige samlade gruppen sedan in pengar till återetableringen i Uruguay, bland annat genom att arbeta med trädplantering i Norrland, med hjälp av medlemmar i SAC Syndikalisterna.
Större delen av kollektivets uruguayanska medlemmar hade 1989 flyttat tillbaka till sitt hemland. Somliga medlemmar stannade kvar i Sverige, och under en period fanns verksamheter i både Montevideo och i Stockholm. Medlemmarna som var kvar i Sverige skickade pengar och även delar av utrustningen för att bedriva tryckeri i Uruguay, en verksamhet som kollektivet fortsatte med till 2008. Comunidad del Sur grundlade vid återkomsten en gård på landet utanför Montevideo, på mark man köpt för pengar insamlade i Sverige. Där fokuserade man på kollektivbruk och ekologiskt jordbruk, och i anslutning till detta även bageri.

## Tryckeri och förlag

### Tryckop
Comunidad grundade med utgångspunkt i sitt kollektiv ett tryckeri med lokal i Kapsylen på Södermalm. Tryckeriet döptes till Tryckop, och verksamheten drogs igång tack vare köpet av en tryckpress för det symboliska priset av två kronor. Senare utökades verksamheten med inköp av större tryckpressar och flytt till större lokaler i samma byggnad. Tryckeriet drevs kooperativt och var inte vinstdrivande, men såväl tryckeri som förlag utgjorde basen för ekonomin i kollektivet.
Med tiden kom också andra personer än medlemmarna i Comunidad att arbeta i tryckeriet. Gruppen hade ingen formell ledning utan tog beslut gemensamt och höll nere kostnaderna genom bland annat gemensam matlagning, såväl i Comunidads kollektiva bostäder som i Kapsylen. Ett av syftena med driftformen var att "utveckla solidariteten och bidra till att bilda ett socialt nätverk som kan leda till en grundläggande samhällsförändring."
Efter att större delen av kollektivet återvänt till Uruguay förändrades så småningom driftformen för Tryckop, vilken på sikt kom att omstruktureras och drivas i aktiebolag.

### Nordan
I anslutning till Tryckop grundades också förlaget Nordan (ibland också kallat Nordan-Comunidad) 1980. Även förlaget Nordan drevs i kooperativ form med lokal i Kapsylen. Förlaget hade år 1981 en bred utgivning med tre huvudsakliga fokus: 1) barnlitteratur på svenska, spanska och andra språk, 2) översättning av skönlitteratur från Latinamerika, samt 3) debattböcker av politisk art.
Man översatte också svenska författare till spanska, bland andra Karin Boye, August Strindberg och Agneta Pleijel. Svenska barnböcker översattes till spanska och exporterades till Latinamerika, däribland Vilda bebin av Barbro Lindgren och Sven Nordqvists bilderböcker.  Överskottet från utgivningen av skön- och barnlitteratur gick till utgivningar inom bokserien Arken, med fokus på ideologisk facklitteratur om frihetlig socialism, självförvaltning, feminism och ekologi. Till denna utgivning hörde bland annat den amerikanska anarkisten Murray Bookchin.
Ett av förlagets betydande översättningsprojekt var utgivningen av serien Mafalda, i tolv album av argentinaren Quino.
Omslagen till böckerna gjordes ofta av Ruben Prieto, konstutbildad bibliotekarie och formgivare på förlaget, vilket gav böckerna en särskild prägel med färgstarka illustrationer och kollage. Såväl Prieto som de andra medlemmarna fortsatte att arbeta med förlaget efter återkomsten till Uruguay. Nordan hade då utgivning i Uruguay och i viss mån även i Sverige, där bland andra författaren Ana Valdés fortsatte vara verksam och arbeta med översättningar. Efter Prietos bortgång 2008 upphörde förlagsverksamheten i Uruguay, även om Nordan ännu finns kvar.
Förlagets sista titel i Sverige gavs ut 2007. Det var På jakt efter guld och gråsten, en barnbok om marinarkeologi.

## Nordans utgivning (urval)
- Artur Lundkvist, Elegi för Pablo Neruda (svenska). Stockholm, Nordan, 1981.
- Ana Luisa Valdés, La guerra de los los albatros (spanska). Stockholm, Nordan, 1983.
- Juan Carlos Piñeyro, Den kluvna maskinen / La máquina escindida (tvåspråkig utgåva). Stockholm, Nordan, 1983.
- Murray Bookchin, Ekologi och anarki (svenska). Stockholm, Nordan, 1983.
- Gunilla Bergström, Quién te asusta Alfonso? (spanska). Stockholm, Nordan, 1983.
- Ana Luisa Valdés, Albatrossernas krig (svenska). Stockholm, Nordan, 1984.
- Carlos Fuentes, Bränt vatten : kvartett av berättelser (svenska). Stockholm, Nordan, 1984.
- Barbro Lindgren & Eva Eriksson, La mamá y el bebe salvaje (spanska). Stockholm, Nordan, 1984.
- Adonias Filho, Den osalige (svenska). Stockholm, Nordan, 1987.
- Gunilla Bergström, ¿Quién te ayuda Alfonso? (spanska). Stockholm, Nordan, 1992.
- Sven Thiberg (red.), La vivienda social en Suecia : 22 investigadores de la conformación de la vivienda (spanska). Montevideo, Nordan-Comunidad, 1992.
- Carlos Amorín, Sara y Simón : historia de un encuentro (spanska). Montevideo, Nordan-Comunidad, 2002.
- Ernesto Donas & Denise Milstein, Cantando la ciudad : lenguajes, imaginarios y mediaciones en la canción popular montevideana (spanska). Montevideo, Nordan-Comunidad, 2003.
- Birgitta Stenberg, Billy y el silbato (spanska). Stockholm, Nordan, 2005.